# سیارک ۸۲۱۷
سیارک ۸۲۱۷ (به انگلیسی: 8217 Dominikhasek، نامگذاری:1995HC) هشت هزار و دویست و هفدهمین سیارک کشف شده‌است که در ۲۱ آوریل ۱۹۹۵ کشف شد.
قدر مطلق سیارک برابر ۱۴٫۷۰ است.